# Апшевци
Апшевци су насељено мјесто у саставу општине Нијемци, Република Хрватска.

## Историја
Насеље је раније било у саставу некадашње општине Винковци.

## Становништво
На попису становништва 2011. године, Апшевци су имали 305 становника.
| Демографија | Демографија | Демографија |
| Година      | Становника  | Становника  |
| ----------- | ----------- | ----------- |
| 1961.       | 513         |             |
| 1971.       | 524         |             |
| 1981.       | 466         |             |
| 1991.       | 444         |             |
| 2001.       | 368         |             |
| 2011.       |             | 305         |

## Попис 1991.
На попису становништва 1991. године, насељено место Апшевци је имало 444 становника, следећег националног састава:
| Попис 1991.‍ | Попис 1991.‍ | Попис 1991.‍ | Попис 1991.‍ | Попис 1991.‍ |
| ----------- | ----------- | ----------- | ----------- | ----------- |
|             |             |             |             |             |
| Хрвати      | Хрвати      |             | 407         | 91,66%      |
| Словаци     | Словаци     |             | 21          | 4,72%       |
| Срби        | Срби        |             | 4           | 0,90%       |
| непознато   | непознато   |             | 12          | 2,70%       |
| укупно: 444 |             |             |             |             |